# 宇宙の奇石
『宇宙の奇石』（うちゅうのきせき、原題：One Strange Rock）は、2018年にナショナル ジオグラフィックで放送されたアメリカ合衆国のドキュメンタリー番組。ダーレン・アロノフスキーが製作総指揮を務めた。

## 概要
地球上で生命がどのように生き残り繁栄するかを、実際に宇宙へ行った8人の宇宙飛行士が語る。

## 出演
ホスト
- ウィル・スミス[3]

8人の宇宙飛行士
- クリス・ハドフィールド
- ジェリー・リネンジャー
- メイ・ジェミソン
- ニコール・ストット
- リーランド・D・メルビン
- マイク・マッシミーノ（英語版）
- ジェフリー・A・ホフマン（英語版）
- ペギー・ウィットソン

## 各話リスト
| 通算 | 話数 | タイトル | 原題      | 監督                               | 米国放送日    |
| ---- | ---- | -------- | --------- | ---------------------------------- | ------------- |
| 1    | 1    | 息吹     | Gasp      | グラハム・ブース                   | 2018年3月26日 |
| 2    | 2    | 狂騒     | Storm     | ナット・シャーマン                 | 2018年4月2日  |
| 3    | 3    | 防護     | Shield    | ニック・ステイシー                 | 2018年4月9日  |
| 4    | 4    | 創始     | Genesis   | ニック・シューリンギン＝ジョーダン | 2018年4月16日 |
| 5    | 5    | 生存     | Survival  | クリストファー・ライリー           | 2018年4月23日 |
| 6    | 6    | 移住     | Escape    | グラハム・ブース                   | 2018年4月30日 |
| 7    | 7    | 変化     | Terraform | ニック・ステイシー                 | 2018年5月7日  |
| 8    | 8    | 生命     | Alien     | ナット・シャーマン                 | 2018年5月14日 |
| 9    | 9    | 覚醒     | Awakening | ニック・シューリンギン＝ジョーダン | 2018年5月21日 |
| 10   | 10   | 故郷     | Home      | アリス・ジョーンズ                 | 2018年5月28日 |

## 配信
2019年2月1日からNetflixで字幕版が一年間配信された。
2020年にディズニー+が配信を開始。

## 日本での放送
日本でも本国同様2018年にナショナル ジオグラフィックで放送された。2019年にはNHK Eテレで『奇跡の星』という番組名で25分枠に再編集されたものが放送された。

### 日本語吹替
| 出演者                  | 日本語吹替   | 日本語吹替  |
| 出演者                  | ナショジオ版 | NHK Eテレ版 |
| ----------------------- | ------------ | ----------- |
| ウィル・スミス          | 東地宏樹     | 山寺宏一    |
| クリス・ハドフィールド  | 堀内賢雄     |             |
| ジェリー・リネンジャー  | 横田大輔     |             |
| メイ・ジェミソン        | 甲斐田裕子   |             |
| ニコール・ストット      | 北西純子     |             |
| リーランド・D・メルビン | 松田修平     |             |
| マイク・マッシミーノ    | 橘潤二       |             |
| ジェフリー・A・ホフマン | 宮本充       | 津田英三    |
| ペギー・ウィットソン    | 喜代原まり   |             |